# 정병길
정병길(1980년 8월 7일 ~ )은 대한민국의 영화 감독, 영화 각본가이다.
2008년 다큐멘터리 영화 《우린 액션배우다》로 장편영화 감독으로서 데뷔하였으며, 2012년에는 《내가 살인범이다》로 상업영화 감독으로서 데뷔하였다.

## 학력
- 안양예술고등학교 동양화 전공
- 서울액션스쿨 8기
- 중앙대학교 영화과

## 참여 작품
- 2005년 단편《칼날 위에 서다》(감독)
- 2006년 단편《락큰롤에 있어 중요한 것 세가지》(감독)
- 2008년 《우린 액션배우다》(촬영, 각본, 연출, 조연, 편집) ... 본인 역
- 2009년 《반두비》(우정출연) ... 행인 역
- 2012년 《내가 살인범이다》(각본, 연출)
- 2017년 《악녀》 (연출)
- 2022년 《카터》 (각본, 연출)

## 수상
- 2007년 제24회 부산 아시아 단편 영화제 후지필름상
- 2008년 제9회 전주국제영화제 JIFF 최고인기상
- 2008년 제9회 전주국제영화제 CGV 한국장편영화 개봉지원상
- 2008년 제11회 디렉터스 컷 시상식 올해의 독립영화감독상
- 2009년 제6회 맥스무비 최고의 영화상 최고의 독립영화상
- 2013년 제49회 백상예술대상 영화부문 시나리오상 《내가 살인범이다》
- 2013년 제31회 브뤼셀국제판타스틱영화제 스릴러상 《내가 살인범이다》
- 2013년 제50회 대종상 신인감독상 《내가 살인범이다》